# برینک‌من (اکلاهما)
برینک‌من (به انگلیسی: Brinkman) یک منطقهٔ مسکونی در ایالات متحده آمریکا است که در شهرستان گریر، اکلاهما واقع شده‌است. برینک‌من ۵۱۶٫۰۳ متر بالاتر از سطح دریا واقع شده‌است.